# Списък с най-касовите филми
Филмите генерират от няколко потока приходи, включително от киносалони, домашно видео, права за телевизионно излъчване и мърчандайзинг. Печалбите в киносалоните обаче са основният за търговските приходи при оценката на успеха на даден филм, най-вече поради наличието на данни в сравнение с цифрите за продажби на домашно видео и права за излъчване, но също и поради историческата практика. В списъка са включени класации на най-печелившите в боксофиса (класирани както по номиналната, така и по реалната стойност на техните приходи), диаграма на най-касовите филми по календарна година, времева линия, показваща прехода на най-касовите филмови записи и класация на най-касовите филмови франчайзи и сериали.
Традиционно военните филми, мюзикълите и историческите драми са най-популярните жанрове, но франчайзинг филмите са сред най-добрите за 21 век. Наблюдава се силен интерес към жанра на супергероите, като десет филма от Киновселената на Марвел са сред най-печелившите. Най-успешният филм за супергерои, Отмъстителите: Краят, също е вторият най-касов филм в класацията за номинални приходи и има общо четири филма, базирани на комиксите за Отмъстителите, класирани в топ двадесет. Други адаптации на Марвел Комикс също имат успех като филмите за Спайдър-мен и Х-Мен, докато филмите, базирани на Батман и Супермен от Ди Си Комикс, като цяло се представят добре. Междузвездни войни също е представена в класацията за номинални приходи с пет филма, докато франчайзите Хари Потър, Джурасик парк и Карибски пирати заемат видни места в класацията. Въпреки че класацията на номиналните приходи е доминирана от филми, адаптирани от вече съществуващи и продължения, тя се оглавява от Аватар, който е оригинална творба. Анимационните семейни филми се представят постоянно добре, като филмите на Дисни се радват на доходоносни преиздания преди ерата на домашното видео. Дисни също се радва на по-късен успех с филми като Замръзналото кралство и неговото продължение, Зоотрополис и Цар лъв (с компютърно анимирания си римейк като най-касовия анимационен филм), както и с марката си Пиксар с филмите Феноменалните 2, Играта на играчките 3 и 4 и Търсенето на Дори са най-добри. Отвъд анимацията на Дисни и Пиксар, поредиците Аз, проклетникът, Шрек и Ледена епоха жънат голям успех.
Въпреки че инфлацията е ерозирала постиженията на повечето филми от 50-те, 60-те и 70-те години на миналия век, има франчайзи от този период, които все още са активни. Освен франчайзите за Междузвездни войни и Супермен, филмите за Джеймс Бонд и Годзила все още се пускат периодично; и четирите са сред най-касовите франчайзи. Някои от по-старите филми, които държаха рекорда за най-печеливши филми, все още имат респектиращи приходи според днешните стандарти, но вече не се конкурират числено с днешните най-печеливши в епохата на много по-високи индивидуални цени на билетите. Когато обаче тези цени се коригират спрямо инфлацията, тогава Отнесени от вихъра – който e най-касовият филм за двадесет и пет години – все още е най-касовият филм на всички времена. Всички брутни суми в списъка са изразени в щатски долари по тяхната номинална стойност, освен когато е посочено друго.

## Най-печеливши филми
Със световен боксофис приходи от над 2,8 милиарда долара, Аватар е обявен за „най-касовия“ филм, но подобни твърдения обикновено се отнасят само за приходите в кината и не вземат предвид приходите от домашно видео и телевизия, които могат да формират значителна част от приходите на филма. След като се вземат предвид приходите от домашно забавление, не е ясно кой филм е най-успешният. Титаник печели 1,2 милиарда долара от продажби и отдаване под наем на видео и DVD в допълнение към 2,2 милиарда долара, които събира в кината. Въпреки че не са налични пълни данни за продажбите на Аватар, той печели 345 милиона долара от продажбата на шестнадесет милиона DVD и Blu-ray издания в Северна Америка и в крайна сметка са продадени общо тридесет милиона DVD и Blu-ray издания на филма в световен мащаб. След отчитане на приходите от домашно видео и двата филма са спечелили над 3 милиарда долара всеки. Правата за телевизионно излъчване също допринасят значително към приходите на филма, като филмът често печели до 20-25% от кино боксофиса за няколко телевизионни излъчвания в допълнение към приходите от платено гледане по стрийминг платформите; Титаник печели още 55 милиона долара от правата за излъчване по Ен Би Си и HBO, което се равнява на около 9% от брутните приходи в Северна Америка.
Когато един филм е силно използван като търговска собственост, неговите допълнителни приходи могат да намалят приходите му от директни продажби на филма. Цар лъв (1994) печели над 2 милиарда долара в боксофиси и продажби на домашно видео, но това бледнее в сравнение с 8 милиарда долара, спечелени в боксофисите по света от театралната адаптация. Мърчандайзингът също може да бъде изключително доходоносен: Цар лъв също продаде стоки за 3 милиарда долара, докато Колите на Пиксар — който печели 462 милиона долара приходи от киносалони и е скромен хит в сравнение с други филми на същото студио — генерира глобален мърчандайзинг продажби от над 8 милиарда долара през петте години след пускането си през 2006 г. Пиксар има още един огромен хит с Играта на играчките 3, който генерира почти 10 милиарда долара продажби в допълнение към 1 милиард долара, които спечели в боксофиса.
В тази класация филмите са класирани според приходите от киносалоните по тяхната номинална стойност, заедно с най-високите позиции, които са достигнали. Общо пет филма са спечелили над 2 милиарда долара в световен мащаб, като Аватар е класиран на първо място. Всички филми са имали прожекция в кината (включително повторни издания) през 21-ви век и филми, които не са играни през този период, не се появяват в класацията поради инфлацията на цените на билетите, броя на населението и тенденциите за закупуване на билети, които не са разглеждани.
| Ранг | Връх | Заглавие                                        | Бруто в световен мащаб | Година | Източници |
| ---- | ---- | ----------------------------------------------- | ---------------------- | ------ | --------- |
| 1    | 1    | Аватар                                          | $2,847,397,339         | 2009   | [ 15 ]    |
| 2    | 1    | Отмъстителите: Краят                            | $2,797,501,328         | 2019   | [ 16 ]    |
| 3    | 1    | Аватар: Природата на водата                     | $2,244,550,134         | 2022   | [ 17 ]    |
| 4    | 1    | Титаник                                         | $2,187,535,296         | 1997   | [ 18 ]    |
| 5    | 3    | Междузвездни войни: Силата се пробужда          | $2,068,223,624         | 2015   | [ 19 ]    |
| 6    | 4    | Отмъстителите: Война без край                   | $2,048,359,754         | 2018   | [ 20 ]    |
| 7    | 6    | Спайдър-Мен: Няма път към дома                  | $1,901,232,550         | 2021   | [ 21 ]    |
| 8    | 3    | Джурасик свят                                   | $1,671,537,444         | 2015   | [ 22 ]    |
| 9    | 7    | Цар лъв                                         | $1,656,943,394         | 2019   | [ 23 ]    |
| 10   | 3    | Отмъстителите                                   | $1,518,812,988         | 2012   | [ 24 ]    |
| 11   | 4    | Бързи и яростни 7                               | $1,516,045,911         | 2015   | [ 25 ]    |
| 12   | 10   | Замръзналото кралство II                        | $1,450,026,933         | 2019   | [ 26 ]    |
| 13   | 5    | Отмъстителите: Ерата на Ултрон                  | $1,402,809,540         | 2015   | [ 27 ]    |
| 14   | 9    | Черната пантера                                 | $1,347,280,838         | 2018   | [ 28 ]    |
| 15   | 3    | Хари Потър и Даровете на смъртта – част 2       | $1,342,025,430         | 2011   | [ 29 ]    |
| 16   | 9    | Междузвездни войни: Последните джедаи           | $1,332,539,889         | 2017   | [ 30 ]    |
| 17   | 12   | Джурасик свят: Рухналото кралство               | $1,309,484,461         | 2018   | [ 31 ]    |
| 18   | 5    | Замръзналото кралство                           | $1,290,000,000         | 2013   | [ 32 ]    |
| 19   | 10   | Красавицата и Звяра                             | $1,263,521,126         | 2017   | [ 33 ]    |
| 20   | 15   | Феноменалните 2                                 | $1,242,805,359         | 2018   | [ 34 ]    |
| 21   | 11   | Бързи и яростни 8                               | $1,238,764,765         | 2017   | [ 35 ]    |
| 22   | 5    | Железният човек 3                               | $1,214,811,252         | 2013   | [ 36 ]    |
| 23   | 22   | Топ Гън: Маверик                                | $1,183,606,000         | 2022   | [ 37 ]    |
| 24   | 10   | Миньоните                                       | $1,159,398,397         | 2015   | [ 38 ]    |
| 25   | 12   | Първият отмъстител: Войната на героите          | $1,153,329,473         | 2016   | [ 39 ]    |
| 26   | 20   | Аквамен                                         | $1,148,485,886         | 2018   | [ 40 ]    |
| 27   | 2    | Властелинът на пръстените: Завръщането на краля | $1,146,030,912         | 2003   | [ 41 ]    |
| 28   | 24   | Спайдър-Мен: Далече от дома                     | $1,131,927,996         | 2019   | [ 42 ]    |
| 29   | 23   | Капитан Марвел                                  | $1,128,274,794         | 2019   | [ 43 ]    |
| 30   | 5    | Трансформърс: От тъмната страна на луната       | $1,123,794,079         | 2011   | [ 44 ]    |
| 31   | 7    | 007 Координати: Скайфол                         | $1,108,561,013         | 2012   | [ 45 ]    |
| 32   | 10   | Трансформърс: Ера на изтребление                | $1,104,054,072         | 2014   | [ 46 ]    |
| 33   | 7    | Черният рицар: Възраждане                       | $1,081,142,612         | 2012   | [ 47 ]    |
| 34   | 31   | Жокера                                          | $1,074,251,311         | 2019   | [ 48 ]    |
| 35   | 32   | Междузвездни войни: Възходът на Скайуокър       | $1,074,144,248         | 2019   | [ 49 ]    |
| 36   | 30   | Играта на играчките 4                           | $1,073,394,593         | 2019   | [ 50 ]    |
| 37   | 4    | Играта на играчките 4                           | $1,066,969,703         | 2010   | [ 51 ]    |
| 38   | 3    | Карибски пирати: Сандъкът на мъртвеца           | $1,066,179,725         | 2006   | [ 52 ]    |
| 39   | 20   | Rogue One: История от Междузвездни войни        | $1,056,057,273         | 2016   | [ 53 ]    |
| 40   | 34   | Аладин                                          | $1,050,693,953         | 2019   | [ 54 ]    |
| 41   | 6    | Карибски пирати: В непознати води               | $1,045,713,802         | 2011   | [ 55 ]    |
| 42   | 24   | Аз, проклетникът 3                              | $1,034,799,409         | 2017   | [ 56 ]    |
| 43   | 1    | Джурасик парк                                   | $1,034,199,003         | 1993   | [ 57 ]    |
| 44   | 22   | Търсенето на Дори                               | $1,028,570,889         | 2016   | [ 58 ]    |
| 45   | 2    | Междузвездни войни: Невидима заплаха            | $1,027,044,677         | 1999   | [ 59 ]    |
| 46   | 5    | Алиса в Страната на чудесата                    | $1,025,467,110         | 2010   | [ 60 ]    |
| 47   | 24   | Зоотрополис                                     | $1,023,784,195         | 2016   | [ 61 ]    |
| 48   | 14   | Хобит: Неочаквано пътешествие                   | $1,017,003,568         | 2012   | [ 62 ]    |
| 49   | 2    | Хари Потър и Философският камък                 | $1,006,968,171         | 2001   | [ 63 ]    |
| 50   | 4    | Черният рицар                                   | $1,005,973,645         | 2008   | [ 64 ]    |
| 51   | 10   | Хари Потър и Даровете на смъртта – част 1       | $977,043,483           | 2010   | [ 65 ]    |

## Най-печеливши филми, коригирани спрямо инфлацията
Поради дългосрочните ефекти на инфлацията, по-специално значителното увеличение на цените на билетите за киносалони, списъкът, който не е коригиран спрямо инфлацията, дава много по-голяма тежест на по-късните филми. Некоригираният списък, въпреки че често се среща в пресата, следователно е до голяма степен безсмислен за сравняване на филми, отдалечени във времето, тъй като много филми от по-ранни епохи никога няма да се появят в съвременен некоригиран списък, въпреки постигането на по-висок търговски успех, когато се коригират за увеличения на цените. За да компенсират девалвацията на валутата, някои графики правят корекции за инфлацията, но дори тази практика не решава напълно проблема, тъй като цените на билетите и инфлацията не са непременно успоредни една на друга. Например, през 1970 г. билетите за кино струват 1,55 долара или около 6,68 долара през 2004 г., коригирани с инфлацията; до 1980 г. цените са се повишили до около 2,69 долара, спад до 5,50 долара от 2004 г., коригирани с инфлацията. Цените на билетите се повишават при различни темпове на инфлация по света, което допълнително усложнява процеса на коригиране на брутните световни приходи.
Друго усложнение е пускането в множество формати, за които се таксуват различни цени на билетите. Един забележителен пример за това явление е Аватар, който е издаден в 3D и IMAX: почти две трети от продадените билети за този филм са за 3D прожекции със средна цена от $10, а около една шеста са за IMAX прожекции със средна цена цена над $14,50, в сравнение със средна цена от $7,61 през 2010 г. за 2D филми. Социални и икономически фактори като промяна на населението и растеж на международните пазари също оказват влияние върху броя на хората, които купуват билети за кино, заедно с демографията на публиката, където някои филми се продават много по-високо от намалените билети за деца или се представят по-добре в големите градове, където билетите струват повече.
Системата за измерване на успеха на филма се основава на некоригирани брутни приходи, главно защото исторически това е начинът, по който винаги е правено поради практиките на филмовата индустрия: приходите от боксофиса се събират от кината и се предават на разпространителя, който от своя страна ги пуска в медиите. Преминаването към по-представителна система, която отчита продажбите на билети, а не брутните, също е изпълнена с проблеми, тъй като единствените налични данни за по-стари филми са общите продажби. Тъй като киноиндустрията е силно ориентирана към маркетинга на текущо пуснати филми, в маркетинговите кампании винаги се използват некоригирани цифри, така че новите блокбъстър филми да могат много по-лесно да постигнат високи класации по продажби и по този начин да бъдат рекламирани като „топ филм на всички времена“, така че има малък стимул да се премине към по-стабилен анализ от маркетингова или дори новинарска гледна точка.
Въпреки трудностите при отчитането на инфлацията, са направени няколко опита за коригирането ѝ. Прогнозите зависят от индекса на цените, използван за коригиране на брутните суми, а обменните курсове, използвани за преобразуване между валутите, също могат да повлияят на изчисленията, като и двете могат да окажат влияние върху окончателното класиране на списъка с коригирана инфлация. Отнесени от вихъра – за първи път пуснат през 1939 г. – обикновено се смята за най-успешния филм, като Книгата на рекордите на Гинес през 2014 г. оценява коригираните му глобални приходи на 3,4 милиарда долара. Оценките за коригираните брутни приходи на Отнесени от вихъра варират значително: неговият собственик, Търнър Ентъртейнмънт, оценява коригираните си печалби на 3,3 милиарда долара през 2007 г., няколко години по-рано от оценката на Гинес; други оценки варират около тази сума, според едни брутните приходи са малко под 3 милиарда долара през 2010 г., докато други предоставят алтернативна цифра от 3,8 милиарда долара през 2006 г. Кой филм е най-близкият съперник на Отнесени от вихъра зависи от набора от използвани цифри: Гинес класира Аватар на второ място с 3 милиарда долара, докато според други оценки Титаник заема тази позиция със световни приходи от първи прожекции от почти 2,9 милиарда долара с цени от 2010 г.
| Ранг | Заглавие                               | Бруто в световен мащаб | Година |
| ---- | -------------------------------------- | ---------------------- | ------ |
| 1    | Отнесени от вихъра                     | $3,724,000,000         | 1939   |
| 2    | Аватар                                 | $3,273,000,000         | 2009   |
| 3    | Титаник                                | $3,096,000,000         | 1997   |
| 4    | Междузвездни войни: Нова надежда       | $3,059,000,000         | 1977   |
| 5    | Отмъстителите: Краят                   | $2,811,000,000         | 2019   |
| 6    | Звукът на музиката                     | $2,562,000,000         | 1965   |
| 7    | Извънземното                           | $2,501,000,000         | 1982   |
| 8    | Десетте Божи заповеди                  | $2,368,000,000         | 1956   |
| 9    | Доктор Живаго                          | $2,244,000,000         | 1965   |
| 10   | Междузвездни войни: Силата се пробужда | $2,244,000,000         | 2015   |

## Най-печеливши поредици
Преди 2000 г. само седем филмови поредици са събрали над 1 милиард долара в боксофиса: Джеймс Бонд, Междузвездни войни, Индиана Джоунс, Роки, Батман, Джурасик парк и Стар Трек От началото на века този брой се е увеличил до над осемдесет (без да се включват еднократни хитове като Аватар, Титаник и Зоотрополис). Това отчасти се дължи на инфлацията и растежа на пазара, но също и на възприемането от Холивуд на франчайз модела: филми, чиято марка лесно се разпознава, като например базирани на добре известен литературен източник или утвърден герой. Методологията се основава на концепцията, че филми, свързани с неща, с които публиката вече е запозната, могат да бъдат по-ефективно продадени на тях и като такива са известни като „предварително продадени“ филми в индустрията.
Франчайзът обикновено се определя като най-малко две произведения, получени от обща интелектуална собственост. Традиционно произведението има тавтологично отношение към собствеността, но това не е предпоставка. Основна част от франчайз модела е концепцията за кръстосване на сюжети, която може да се определи като „история, в която се срещат герои или концепции от два или повече отделни текста или поредици от текстове“. Последица от кръстосването на сюжетите е, че една интелектуална собственост може да се използва от повече от един франчайз. Например Батман срещу Супермен: Зората на справедливостта принадлежи не само към франчайзите на Батман и Супермен, но и към Разширената вселена на Ди Си, която е споделена вселена. Най-успешната споделена вселена във филмовата среда е Киновселената на Марвел, кръстоска между множество супергерои, притежавани от Марвел Комикс. Киновселената на Марвел също е най-касовият франчайз, натрупал над 26 милиарда долара в боксофиса.
| Ранг | Поредица                   | Бруто в световен мащаб | Брой филми | Средно на филм |
| ---- | -------------------------- | ---------------------- | ---------- | -------------- |
| 1    | Киновселена на Марвел      | $26,972,704,866        | 29         | $930,093,271   |
| 2    | Междузвездни войни         | $10,315,843,646        | 12         | $859,653,637   |
| 3    | Спайдър-Мен                | $9,785,575,571         | 12         | $815,464,631   |
| 4    | Магьоснически свят         | $9,650,876,612         | 11         | $877,352,419   |
| 5    | Джеймс Бонд                | $7,832,954,730         | 27         | $290,109,434   |
| 6    | Отмъстителите              | $7,767,483,610         | 4          | $1,941,870,903 |
| 7    | Батман                     | $6,840,835,556         | 17         | $402,402,092   |
| 8    | Бързи и яростни            | $6,620,181,780         | 10         | $662,018,178   |
| 9    | Х-Мен                      | $6,085,517,330         | 13         | $468,116,718   |
| 10   | Средната земя              | $5,953,077,710         | 7          | $850,439,673   |
| 11   | Джурасик парк              | $5,880,181,926         | 6          | $980,030,321   |
| 12   | Разширена вселена на Ди Си | $5,826,324,362         | 10         | $582,632,436   |